# Печорська губа
Печорська губа — велика затока Печорського моря — південно-східної частини Баренцова моря, на території Ненецького автономного округа Росії.
Довжина затоки близько 100 км, ширина від 40 до 120 км. З півночі обмежена півостровом Руський Заворот і дугою низьких піщаних островів Гуляївські Кішки, що разом з півостровом формують дугу, що закінчується в північно-східній частині губи. Затока мілководна (глибина до 6 м). В Печорську Губу впадає річка Печора. Льодостав з жовтня по червень.
Розвинено промисел білухи, тюленя. Поширене риболовство (тріска та інші види північних морських риб).
Частина губи входить у створений в 1997 році Ненецький заповідник.